# Dolní Habartice
Dolní Habartice là một làng thuộc huyện Děčín, vùng Ústecký, Cộng hòa Séc.